# Risotto
Risotto er en italiensk ret bestående af ris kogt i bouillon ofte tilsat grønsager. Risotto serveres som tilbehør eller som forret.